# Manlio Dazzi
Manlio Torquato Dazzi (Parma, 17 aprile 1891 – Padova, 31 luglio 1968) è stato un bibliotecario e poeta italiano.

## Biografia
A causa del continuo spostarsi del padre per motivi lavorativi, Dazzi studiò dapprima a Piacenza, successivamente a Padova, per poi continuare il liceo classico a Sassari. Ritornò a Padova dove conseguì la laurea in lettere nel 1913. Completati gli studi, l'anno successivo diresse, ancora giovanissimo, la Biblioteca dell'Accademia dei Concordi di Rovigo, ruolo che manterrà fino al 1920. Allo scoppio della Grande Guerra, partì volontario. L'esperienza inizialmente fu difficile: nel 1915, infatti, a causa di una ferita, cadde prigioniero degli austriaci sull'Altopiano di Asiago. Dopo aver vissuto quasi un anno nel campo di prigionia, nell'aprile del 1916 tornò al fronte, sul Carso e sul Bainsizza, dove ottenne una medaglia di bronzo al valore. Finito il conflitto, venne chiamato nel gennaio del 1921 a dirigere la Biblioteca Malatestiana di Cesena, compito che svolgerà fino al 1926. In parallelo, sempre a Cesena, insegnò storia dell'arte ad un Liceo classico. Dopo Cesena, venne chiamato dal conte fascista Pietro Orsi, il quale rivestiva la carica di membro effettivo dell'Istituto Veneto a dirigere la Biblioteca della Fondazione Querini Stampalia di Venezia, succedendo al bibliotecario Arnaldo Segarizzi. Sempre a Venezia, proseguì la carriera di insegnante al Liceo artistico e di docente di estetica nell'Istituto universitario di architettura. Dal 1931 al 1935 diresse la rivista "Ateneo veneto", espressione dell'ateneo di cui ne fu segretario fino al 1936, successivamente fuggì in Svizzera, in quanto antifascista, durante l'occupazione tedesca dopo l'armistizio di Cassibile.

## Opere

### Opere poetiche
- I Pensieri, Milano 1916
- Prigioniero, ibid. 1926
- In grigiorosa, ibid. 1931
- I Caduti, ibid. 1935
- In riva all'eternità, Firenze 1940
- Canto e controcanto, Venezia 1952
- Stagioni, ibid. 1955
- Erano già voli di colombe, ibid. 1961
- Marine di Guidi-Poesie di Dazzi, Milano 1962
- Peso della memoria, ibid. 1965
- Stagioni, ibid. 1969

### Opere in prosa
- Giorni di contumacia, in Nuova Antologia, Milano 1932,
- Città, Milano 1936
- Conte Labia, Roma 1938
- Gelsomino, uscito a puntate sul Giornale di Genova dal 25 febbr. al 30 maggio 1939, Milano 1946 e 1948
- Chiara, Milano 1939
- La Dammartina, pubblicato nel Giornale d'Italia dal 6 giugno al 31 luglio 1943
- L'ingaggio, Milano 1969

### Altre opere
- Regolamenti per la Biblioteca comunale. Raccolta d'arte e Archivio, Cesena 1926
- Sull'ordinamento delle biblioteche in Italia, in Ateneo veneto, CVIII (1931), pp. 237-58
- Cronaca cittadina della liberazione di Rovigo, in Rivista d'Italia, XX (1917), I, pp. 397-425
- Cesena, in La Romagna alla II Biennale a Monza, Forlì 1925, pp. 77-85
- Una carta romagnola con lo statuto della "Giovane Italia", in Scritti storici in onore di C. Manfroni, Padova 1925, pp. 9-32
- Il Mussato storico, in Arch. Veneto, VI (1929), pp. 357-471
- Leonardo Giustiniano poeta popolare d'amore, Bari 1934
- Leopardi e il romanzo, Milano 1939
- Il fiore della lirica veneziana, Venezia 1956-1959
- Goldoni e la sua poetica sociale, Torino 1957